# Feston

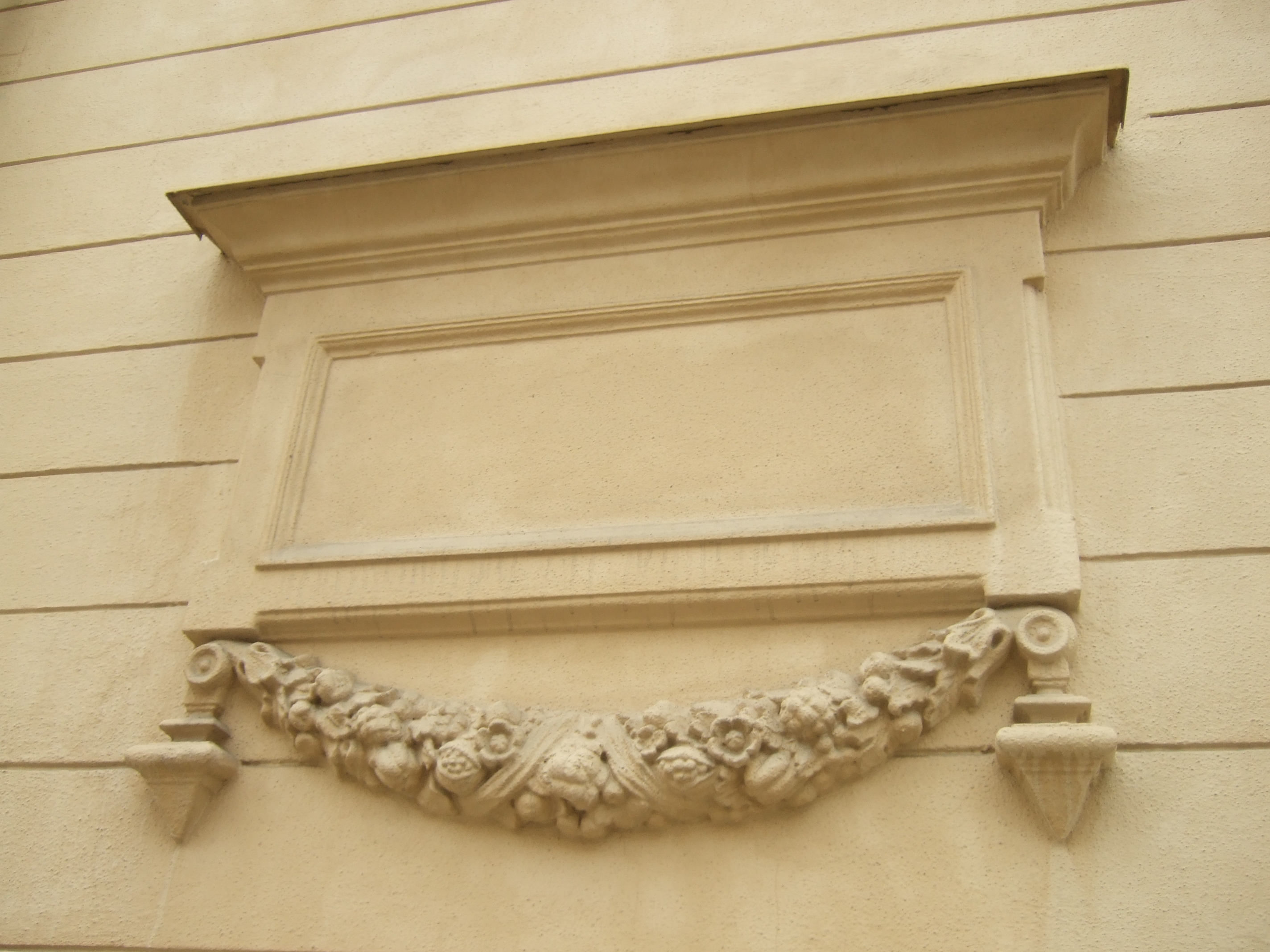
Feston an der Fassade des Theaters in Sundsvall von 1894/95 – Historismus

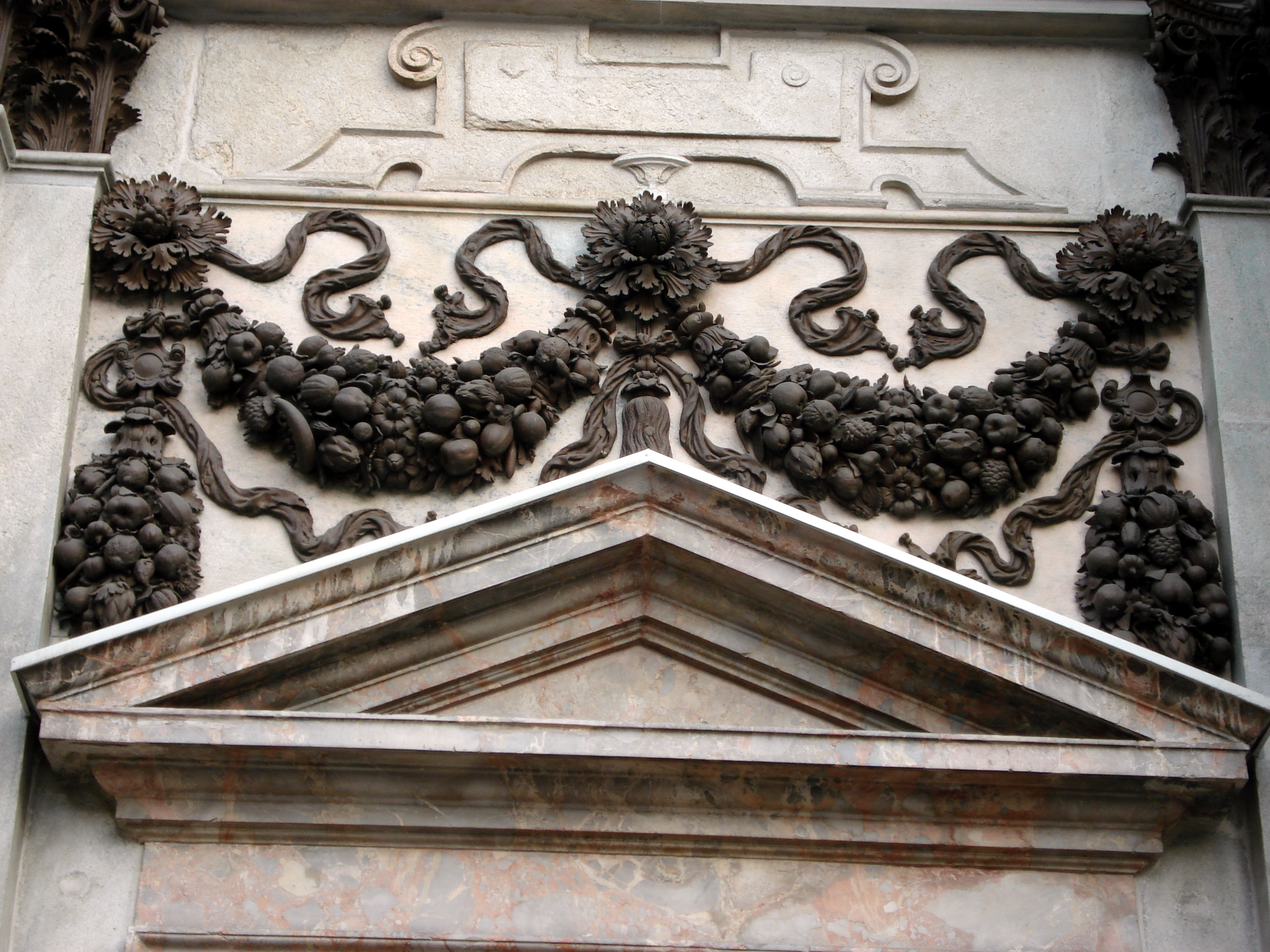
Feston an der Kirche Santa Maria dei Miracoli in Mailand

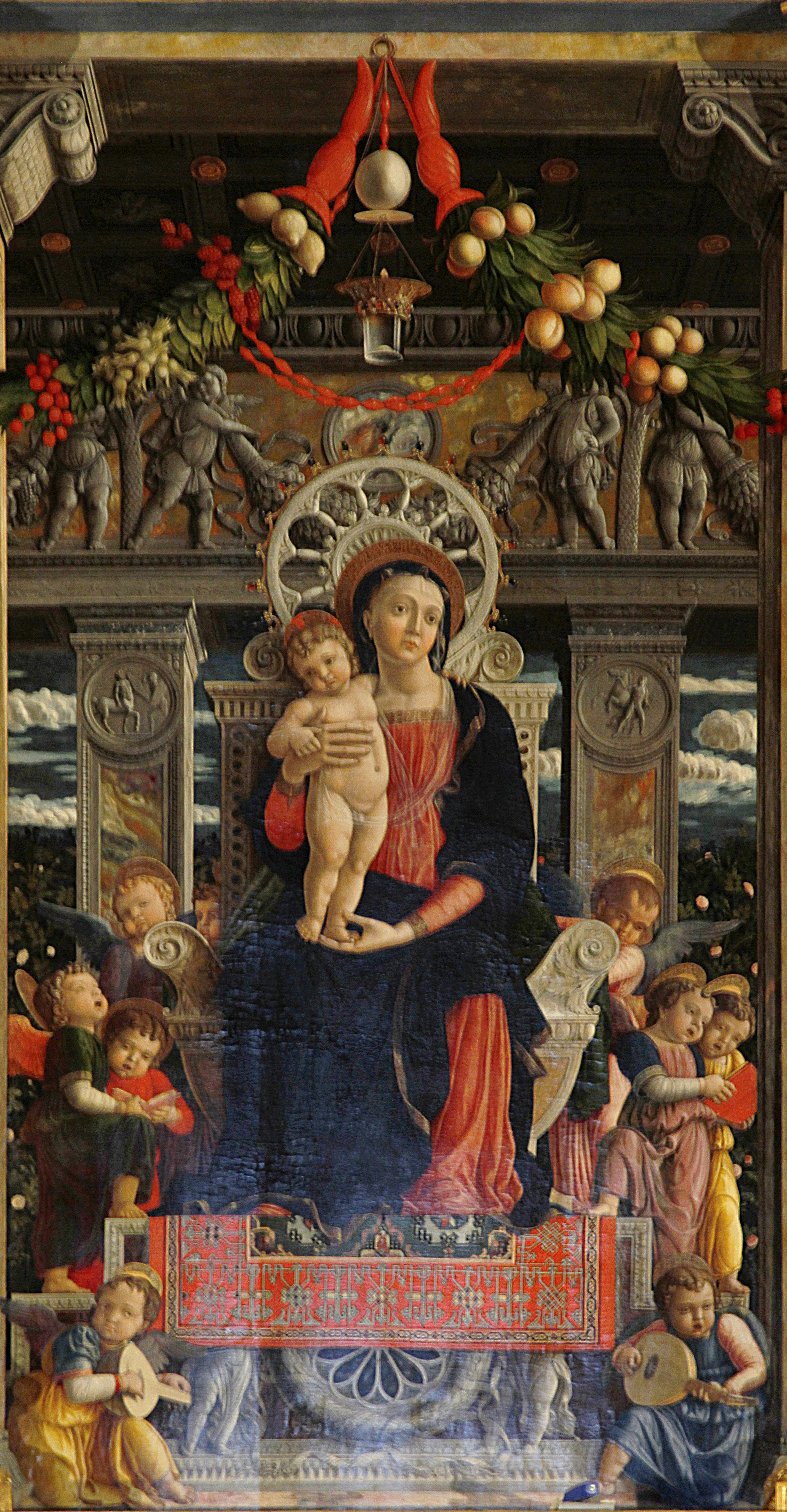
Festons aus Früchten und Blättern (Andrea Mantegna, Madonna mit Kind, San Zeno in Verona)

Das Feston (IPA: [fɛsˈtɔ̃ː], anhörenⓘ; Plural: die Festons; deutsch für „Blütengehänge“, früher auch Gehänke) ist ein Ornament, bei dem an einer feinen Schnur aufgereihte Blätter entweder senkrecht herabhängen oder in leicht durchgeschwungenen Bögen wie Girlanden angebracht sind. Der aus dem Französischen stammende Begriff geht auf das Lateinische festum zurück, was Feierlichkeit, Feier oder Fest bedeutet und auf den ursprünglichen Sinn als dekoratives Element verweist.

## Vorkommen
Festons treten im 4. Jahrhundert v. Chr. in der hellenistischen Baukunst auf. Sie können als Versuch gedeutet werden, vergänglichen Fruchtgebinden, die als Opfergaben gereicht wurden, eine festere Form zu geben, wie der Ara Pacis des Augustus zeigt, wo ein Fruchtgebinde zwischen Stierschädeln aufgehängt ist. Stark verbreitet sind sie in der römischen Villenarchitektur als Mosaik, Stuck oder Wandmalerei. Als Verzierung an repräsentativen Vasen oder Grabmalen wird dieses Element auch in der Neuzeit vielfach verwendet. Im 18. (Zopfstil) und 19. Jahrhundert gehörte es zum ornamentalen Repertoire repräsentativer Wohnraumgestaltung überhaupt. Im Klassizismus besteht es offenbar in Anspielung auf die Bekränzung antiker Helden oft aus Lorbeerblättern, in der Gründerzeit erscheint es an vielen Hausfassaden.
Festons sind  ein in nahezu allen Kunstgattungen der bildenden und der angewandten Kunst verbreitetes Ornament, insbesondere in der Architektur und Raumausstattung. Als Feston wird auch eine arkadenförmige Bordüre zur Verzierung von Textilien bezeichnet.

## Charakteristik
Dieses rein dekorative Element nimmt in der Architektur, der Wand- und Dekorationsmalerei, als Tapetenmotiv und an Möbeln und Goldschmiedearbeiten zumeist die Form einer als Relief gestalteten oder einer gemalten Girlande (zum Beispiel in Trompe-l’œil-Manier) mit einem oder mehreren locker durchhängenden Bögen an, deren Enden herunterhängen können. Oft werden sie auch als Fruchtgehänge gestaltet. In der Regel ruht diese Girlande auf zwei oder mehreren nur vermeintlich stützenden Elementen, in der Antike beispielsweise auf den Schädeln von Löwen, Widdern oder Stieren, in der Neuzeit auf Kapitellen. Seltener sind freihängende Festons.
Die das Feston bildende Girlande wird in vielen Motiven ausgeführt, nach denen Band-, Blumen-, Blüten-, Blatt- und Früchtefestons unterschieden werden können. Beliebte Blattmotive sind Lorbeer-, Eichenlaub- und Weinranken.

## Begriffliche Unterscheidung
Das Wort Feston hat sich fälschlicherweise auch für die Umkränzung eines runden Bildes eingebürgert, deren korrekte Bezeichnung Ringgirlande lautet. Solche Umkränzungen wurden im 17. Jahrhundert vielfach in einer wahrscheinlich durch Daniel Seghers eingeführten Sonderform des Girlandenbildes verwendet.

## Textilien
Außer in der vorstehenden, an architektonischen Elementen und Mobiliar verbreiteten Form tritt das Feston auch als arkadenförmige Bordüre zur Verzierung von Textilien wie Tisch-, Bett- und Nachtwäsche, Taschentüchern, Gardinen, Kleidungsstücken usw. auf. Dabei handelt es sich um handgearbeitete oder mechanisch gefertigte Posamente, die in den unterschiedlichsten Techniken ausgeführt werden. So gibt es beispielsweise geklöppelte, gehäkelte, gestrickte und im Festonstich gestickte Festonbordüren.